# 高譚騎士
《高譚騎士》是由華納兄弟遊戲蒙特婁工作室開發、華納兄弟互動娛樂發行的動作角色扮演遊戲，並於2022年10月21日在Microsoft Windows、PlayStation 5和Xbox Series X/S發售。
故事發生於蝙蝠俠死後的高譚市。玩家可以操控黑暗騎士的前夥伴—夜翼、蝙蝠女孩、羅賓以及紅頭罩，他們已經分道揚鑣，但必須再次共同合作防止高譚市陷入混亂。

## 遊戲操作
《高譚騎士》是一款背景設置在開放世界的高譚市的動作角色扮演遊戲。玩家可以操控四個角色—夜翼、蝙蝠女孩、羅賓以及紅頭罩。

## 劇情

### 背景
故事背景設於高譚市，無論是蝙蝠俠或是詹姆斯·高登局長都已犧牲，造成城市內部重新變成罪惡猖獗、貪腐滋生的犯罪天堂，而高譚市警局在接任局長一職的凱薩琳·凱恩的帶領下自力更生，決定不再依賴義警協助。但由蝙蝠俠親手訓練的四名弟子，夜翼、蝙蝠女孩、羅賓和紅頭罩，都因悲痛於蝙蝠俠之死而組成「高譚騎士」攜手共戰，靠蝙蝠俠遺留的一座位於中央車站的舊基地「鐘塔」作為總部。除了繼任蝙蝠俠保護城市的遺志以外，還接管蝙蝠俠死前所做的一系列秘密調查。

### 劇情
蝙蝠俠在蝙蝠洞中受到忍者大師伏擊，受傷嚴重之下無力抵抗，深知自己贏不了而將自己與忍者大師反鎖入蝙蝠洞中，啟動自毀程序而同歸於盡。未能及時趕到的騎士團只在崩塌的韋恩莊園中挖出其遺體，布魯斯·韋恩也因此對外宣佈喪生而下葬。蝙蝠俠之死啟用代碼黑色的應急計劃，騎士團受號召而趕到鐘塔齊聚一堂，調閱出蝙蝠俠生前所有的案件調查報告。在阿福·潘尼沃斯的協助下，騎士團先去調查首要線索，任職於高譚大學的動物學家柯克·朗斯通。然而朗斯通當晚在大學裡被害，騎士團僅尋獲裝有朗斯通各種機密研究的硬盤，因此被迫潛入警局停屍間，從朗斯通遺體上獲取其DNA來解鎖硬盤。
忍者大師之女塔莉亞·奧·古將停屍間中的亡父遺體火化，表示自己並不清楚其父死前的行為，走前聲稱影武者聯盟拒絕聽從自己、且即將對高譚市做出行動。而騎士團同時收到關押在黑門監獄的哈莉·奎茵之訊息，其表示自己願意提供情報，發訊息是為了確認蝙蝠俠是生是死。騎士團來到黑門監獄獲取哈莉的情報，獲知一個長達數世紀之久的驚天陰謀，牽扯不少因目擊證人被殺而得以提前釋放的重刑犯；而朗斯通同樣是此案的受害證人之一。靠黑幫頭目企鵝人的不情願透漏，騎士團首次聽聞貓頭鷹法庭，一個藏於陰影中統領高譚市長達數世紀的秘密結社。騎士團受企鵝人指引至由高譚上流人士齊聚一堂的「權力俱樂部」，經過摸索後證實組織的存在，並帶走組織的一把用途不明的舊鑰匙。
眾人獲知蝙蝠俠生前其實也在調查法庭，順藤摸瓜後僅僅得知法庭多年來都在試圖找尋能實現永生的“青春之泉”。靠手頭的舊鑰匙，騎士團摸索進位於城市地下的舊礦井，發現法庭正在合成一種名為「酒神因子」（Dionesium）的化合物，其效果雖不如再生池、卻也能賦予不死的能力；而法庭也靠因子創造出忠誠於組織的不死戰士團「鷹爪」（Talons）。塔莉亞隨後告知聯盟會以不擇手段的形式消滅法庭，督促騎士團趕在聯盟行動之前推翻法庭。當騎士團潛入法庭於奧查酒店舉辦的面具舞會時，驚訝地發現法庭的首領竟是布魯斯的叔叔雅各·凱恩，而雅各表示自己一直知情布魯斯是蝙蝠俠，並洞悉騎士團的真實身份，以此警告不准再干預法庭的計劃。
大量影武者聯盟成員突然現身血洗舞會、殲滅大量法庭成員，迫使騎士團暫時撤退，並想辦法拖慢法庭準備靠大量鷹爪戰士佔領高譚的意圖。騎士團以雅各涉嫌教唆殺害朗斯通為起點，全力搜集到足以將雅各控告坐牢的證據，並招募正義警監芮妮·蒙托亞協助他們，同時全體向她公開身份以信任彼此。就在蒙托亞簽發雅各的逮捕令時，騎士團攻入雅各所在的凱恩工業大樓，見局勢不妙的雅各試圖搭乘潛水艇逃跑，最後被騎士團抓獲後帶出大樓，準備由知曉真相的凱薩琳親手逮捕歸案。然而，塔莉亞站在高處一箭射殺雅各，隨後向騎士團揭露自己其實從未被聯盟驅逐、而是利用苦肉計誘使騎士團替她們整垮法庭這一大障礙，好讓聯盟能順利剷除高譚滋生的罪惡。不肯助紂為虐的騎士團一致決定阻止聯盟的行動，追蹤塔莉亞至荒廢的阿卡漢精神病院，卻發現聯盟挪用朗斯通生前的研究、加上結合再生池水而創造出屬於他們自己的不死戰士團「人蝠突擊隊」（Man-Bat Commandos）。
騎士團盡全力阻止大量人蝠肆虐高譚市，持續追蹤聯盟而深入高譚公墓的地下通道，最後來到位於蝙蝠洞正下方的再生池。但塔莉亞卻靠這座再生池將布魯斯的遺體復活，揭示該池水的腐化心靈之副作用，造成忍者大師死前的瘋狂之舉；但塔莉亞卻靠池水的效用洗腦控制住布魯斯，讓布魯斯正式成為聯盟的下一任領袖。面對不分敵我的恩師布魯斯，騎士團努力擊退布魯斯後使其恢復理智，隨後打敗塔莉亞而使她罷手離去。但法庭卻尾隨進入地下洞中準備將再生池據為己有，為了不讓敵人如願，布魯斯再一次做出自我犧牲，駕駛廢墟之中的蝙蝠戰機衝入池中，徹底摧毀並封死地下洞而壯烈犧牲。
事件過後，塔莉亞帶領群龍無首的聯盟離開高譚，僅僅留下幾名刺客繼續作亂。沒能得到永生秘密的法庭則銷聲匿跡，繼續躲在陰影中興風作浪。為了遵從布魯斯的遺願，並讓人心惶惶的高譚市民們感到安心，全體騎士團藉由新聞媒體公佈，高譚市從今往後由他們來守護。

## 人物

### 蝙蝠家族／高譚騎士
- 布魯斯·韋恩／蝙蝠俠（Bruce Wayne / Batman；麥可·安托納科斯配音）
- 阿福·潘尼沃斯（Alfred Pennyworth；吉爾達特·傑克森（英语：Gildart Jackson）配音）
- 迪克·格雷森／夜翼（Dick Grayson / Nightwing；克里斯多福·肖恩（英语：Christopher Sean）配音）
- 芭芭拉·高登／蝙蝠女孩（Barbara Gordon / Batgirl；艾美莉卡·楊（英语：America Young）配音）
- 提姆·德雷克／羅賓（Tim Drake / Robin；斯洛恩·摩根·西格爾配音）
- 傑森·托特／紅頭罩（Jason Todd / Red Hood；史蒂芬·奧楊（英语：Stephen Oyoung）配音）

### 敵人
- 貓頭鷹法庭（Court of Owls）
- 忍者大師（Ra's al Ghul；納維德·奈嘉班配音）
- 塔莉亞·奧·古（Talia al Ghul；愛米莉·歐布萊恩（英语：Emily O'Brien）配音）
- 急凍人（Mr. Freeze；唐諾·張配音）
- 哈莉·奎茵（Harley Quinn；卡莉·瓦爾格倫（英语：Kari Wahlgren）配音）
- 企鵝人（Penguin；伊利亞斯·托菲斯配音）
- 泥面人（Clayface；布萊恩·基恩配音）
- 人蝠突擊隊（Man-Bat Commandos）

### 其他人物
- 芮妮·蒙托亞（英语：Renee Montoya）（；克莉琪雅·巴赫斯配音）：高譚市警察局的警監，曾是已故高登局長的親信，目前也是城市中少數僅有的正義警察。
- 雅各·凱恩（英语：Jacob Kane）（；湯米·厄爾·詹金斯（英语：Tommie Earl Jenkins）配音）：凱恩工業總裁，布魯斯·韋恩的叔叔，高譚市最有權勢的上流人士之一。
- 凱薩琳·凱恩（英语：Catherine Hamilton）（；莉茲·伯奈特配音）：高譚市警察局的局長，雅各的妻子，已故高登局長的繼任者，雖正義卻反義警的警界高官。
- 盧修斯·福克斯（Lucius Fox；彼得·傑·赫南德茲配音）：前韋恩企業執行者，曾擔任蝙蝠俠最重要的技術支持，如今成立自己的公司「福克斯科技」。
- 努爾·拉希德（Noor Rashid；查赫拉·法扎爾（英语：Zehra Fazal）配音）：高譚市新聞的女播報員。
- 潔達·湯普金斯（Dr. Jada Thompkins；姬莎·卡索-休斯配音）：萊絲莉·湯普金斯（英语：Leslie Thompkins）之女，追隨母親的腳步成為醫生。

## 開發
《高譚騎士》在2020年8月舉行的線上虛擬活動DC粉絲圓頂中首次亮相，並計劃於2021年在Microsoft Windows、PlayStation 4、PlayStation 5、Xbox One和Xbox Series X/S上發售。然而在2021年3月，宣佈遊戲將推遲至2022年發售。

## 迴響
| 汇总媒体   | 得分                                |
| ---------- | ----------------------------------- |
| Metacritic | PC: 66/100 PS5: 68/100 XSXS: 65/100 |

| 媒体          | 得分    |
| ------------- | ------- |
| Game Informer | 7.25/10 |
| GamesRadar+   | [ 6 ]   |
| GameSpot      | 4/10    |
| IGN           | 5/10    |
| PC Gamer美国  | 49/100  |
| 个人电脑杂志  | [ 8 ]   |
| Push Square   | 7/10    |
| 衛報          | [ 10 ]  |
| VG247         | [ 11 ]  |

## 外部連結
- 官方网站：英文、中文